# محمود مهرمحمدی
محمود مهرمحمدی (زاده ۱۳۳۷ در تهران) اندیشمند و دست‌اندرکار آموزش و پرورش در ایران است. او سرپرست پیشین دانشگاه فرهنگیان و عضو شورای سازمان پژوهش و برنامه‌ریزی آموزشی است.
مهرمحمدی عضو هیئت علمی بازنشسته دانشگاه تربیت مدرس (با مرتبه استاد) و دارای مدرک دکترای برنامه درسی و آموزش می‌باشد. وی آثار، پژوهش‌ها و مسئولیت‌های متعددی در باب تعلیم و تربیت دارد و جوایز مهمی را نیز کسب کرده‌است. مهرمحمدی از مجریان و تدوین‌کنندگان اصلی سند تحول بنیادین آموزش و پرورش می‌باشد و در تأسیس و فعالیت پژوهشگاه مطالعات آموزش و پرورش، انجمن مطالعات برنامه درسی و دانشنامه برنامه درسی نقش مهمی بر عهده داشته‌است.

## زندگی‌نامه
محمود مهرمحمدی به سال ۱۳۳۷ در خانواده‌ای مذهبی که وضع اقتصادی متوسطی داشت در تهران متولد شد. بیشتر دوران تحصیلش را در مدرسه علوی گذراند و در سال ۱۳۵۵ دیپلم ریاضی را اخذ کرد. سپس برای ادامه تحصیل به آمریکا رفت و تحصیلات دانشگاهی خود را در آمریکا گذراند. وی مدرک کارشناسی خود را در رشته فناوری صنعتی از دانشگاه ایالتی کالیفرنیا و کارشناسی ارشد خود را از همان دانشگاه در رشته فناوری آموزشی گرفت.
دوران بین کارشناسی ارشد و دکترا (۱۳۶۰ تا ۱۳۶۴) را در ایران گذراند و در وزارت علوم، به عنوان مدیر کل دفتر نظارت و سنجش آموزش وزارت علوم فعالیت می‌کرد. سپس دکترای تخصصی خود را در گرایش برنامه درسی و آموزش از دانشگاه کالیفرنیای جنوبی کسب کرد. وی در سال ۱۳۶۷ به ایران بازگشت و مسئول مرکز برنامه‌ریزی آموزشی وزارت علوم شد. در سال ۱۳۶۸ مهرمحمدی به عنوان مشاور پژوهشی وزیر در این وزارتخانه مشغول به کار شد. در سال ۱۳۷۴، پژوهشکده‌ای در وزارت آموزش و پرورش به نام پژوهشکده تعلیم و تربیت تأسیس شد که بعداْ به پژوهشگاه مطالعات آموزش و پرورش تبدیل شد. از آن سال‌ها به بعد مهرمحمدی درگیر کار اجرایی نشد و تمام وقت در دانشگاه تربیت مدرس مشغول به تدریس بود. تا اینکه در ۲۴ شهریور ۱۳۹۲ به سرپرستی دانشگاه فرهنگیان منصوب شد و تا ۲۰ آذر ۹۶ در این سمت مشغول به کار بود.
علاوه بر این، وی عضو بازنشسته هیئت علمی دانشکده علوم انسانی دانشگاه تربیت مدرس با رتبه استاد و عضو هیئت مؤسس انجمن مطالعات برنامه درسی ایران و سردبیر فصلنامه علمی-پژوهشی تعلیم و تربیت (پژوهشگاه مطالعات آموزش و پرورش) و رئیس شورای علمی دانشنامه ایرانی برنامه درسی است. او مجری طرح تدوین سند ملی آموزش و پرورش در سال‌های ۸۳ تا ۸۸ نیز بود.

## تربیت معلم
محمود مهرمحمدی توجه و دلبستگی فراوانی به امر تربیت معلم داشته و آثار بسیاری در این زمینه دارد. به غیر از کتاب‌های وی که به‌طور مستقیم یا غیرمستقیم به این امر مربوط هستند، برخی مقالات مختص تربیت معلم وی عبارتند از:
- نگاهی به شیوه اصلاح و نوع اصلاحات ضروری در تربیت معلم (۱۳۷۱)
- نظام تربیت معلم در جمهوری فدرال آلمان و مقایسه آن با جمهوری اسلامی ایران (۱۳۷۷)
- نقد و بررسی رویکردهای تدریس فکورانه به منظور ارائه برنامه درسی تربیت معلم فکور (۱۳۸۵)
- الگوی تدوین برنامه‌های درسی مبتنی بر فناوری اطلاعات و ارتباطات -فاوا- در تربیت معلم (۱۳۸۶)
- برنامه درسی تربیت معلم و الگوی اجرائی مشارکتی آن؛ راهبرد تحولی برای تربیت معلم در ایران (۱۳۹۲)
- فلسفه تربیت در جمهوری اسلامی ایران و تحقق معلم پژوهنده (۱۳۹۲)[۱۰][۱۱]

مهرمحمدی در ۲۴ شهریور ۱۳۹۲ به سرپرستی دانشگاه فرهنگیان منصوب‌شد. وی می‌گوید که تصدی مسئولیت دانشگاه فرهنگیان کار عظیم تخصصی تربیت نیروی انسانی برای آموزش و پرورش است که به شهادت مقالات و سایر تلاش‌های علمی ام، دغدغه سال‌های دور و نزدیکم بوده‌است. قرار گرفتن در مسند مدیریت این دانشگاه، بهترین فرصت ممکن را در اختیار چون منی می‌توانست قرار دهد که در جهت عملیاتی کردن اندیشه‌ها و افکارم بکوشم... دانشگاه فرهنگیان یک دستاورد تشکیلاتی مهم و یک فرصت برای آموزش و پرورش کشور است... تربیت معلم در کشور ما باید به یک گفتمان تخصصی تبدیل شود و ضمن پاسداشت میراث گذشتگان، به نوآوری و نواندیشی در این عرصه بها داده شود... هیچ حرفه‌ای به اندازه شغل معلمی بر توسعه و پیشرفت جامعه تأثیرگذار نیست. از این رو است که معلمان را نخستین مشعل‌داران پیشرفت و توسعه کشور می‌دانند و تحول و پیشرفت در هر جامعه‌ای را در گرو متحول شدن نظام تعلیم و تربیت آن جامعه قلمداد‌می‌کنند؛ بنابراین محور اصلی تحول و توسعه، نظام تعلیم و تربیت و بهبود شرایط و کیفیت کار معلم است.

## کتاب‌ها
این کتاب‌ها اعم از تألیف و ترجمه به شکل انفرادی یا با همکاری دیگران است:
- ۱- نظریه‌های برنامه درسی، جی، پی، میلر، ترجمه به فارسی، انتشارات سمت، ۱۳۷۹
- ۲- مبانی علمی هنر تدریس، ان. ال. گیج، ترجمه به فارسی، انتشارات مدرسه، ۱۳۶۸
- ۳- برنامه درسی: رویکردها، دیدگاه‌ها و چشم‌اندازها، انتشارات به نشر، مشهد، ۱۳۸۱
- ۴- بازاندیشی فرایند یاددهی – یادگیری و تربیت معلم. انتشارات مدرسه، ۱۳۷۹
- ۵- جستارهایی در پژوهش در آموزش و پرورش، پژوهشکده تعلیم و تربیت، ۱۳۷۸
- ۶- بررسی تطبیقی ابعاد اساسی نظام آموزش و پرورش آلمان و مقایسه آن با جمهوری اسلامی ایران، پژوهشکدة تعلیم و تربیت، ۱۳۷۵
- ۷- آموزش عمومی هنر: چیستی، چرایی و چگونگی، انتشارات مدرسه، ۱۳۸۳
- ۸- زبان تخصصی برای رشته برنامه‌ریزی درسی، انتشارات سمت، ۱۳۸۲
- ۹- روش‌شناسی مطالعات برنامه درسی، سمت، ۱۳۸۷
- ۱۰- بازاندیشی فرایند یاددهی - یادگیری، مدرسه، ۱۳۸۷
- ۱۱- درآمدی بر آموزشگری در آموزش عالی: به سوی استاد آموزش پژوه، انتشارات دانشگاه تربیت مدرس، ۱۳۹۲
- ۱۲- برنامه درسی و آموزش هنر در آموزش و پرورش، سمت، ۱۳۹۳
- ۱۳- پژوهش روایی در علوم تربیتی، نشر اطراف، ۱۴۰۳[۱۴]

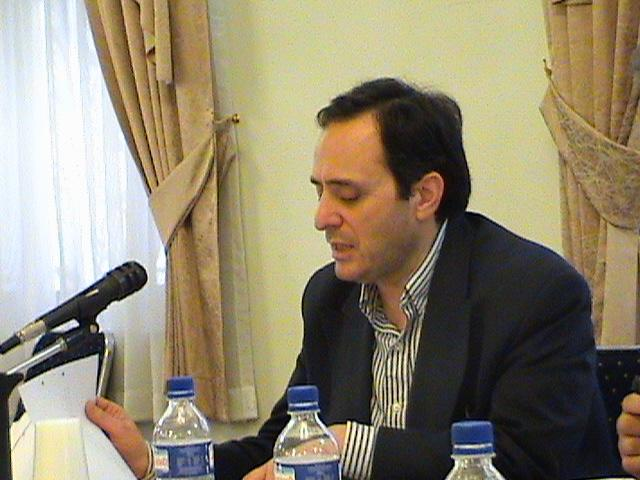

## جوایز
- ۱. پژوهشگر برگزیده علوم انسانی، جشنواره بین‌المللی فارابی، ۱۳۹۱
- ۲. استاد نمونه دانشگاه تربیت مدرس، دانشگاه تربیت مدرس، ۱۳۸۳
- ۳. استاد نمونه کشوری ایران / وزارت علوم، تحقیقات و فناوری، ۱۳۸۸
- ۴. استاد راهنمای برتر، جهاد دانشگاهی و معاونت علمی و فناوری رئیس‌جمهور،[۱۵]

## مقالات
محمود مهرمحمدی ده‌ها مقاله علمی و پژوهشی نگاشته است. مقالاتی که وی تنها نویسنده آن بوده‌است، به ترتیب از سال ۹۲ تا ۷۵ عبارتند از:
تبیین و بازشناسی ظرفیت نظریه‌های ناظر به آموزش ارزش‌ها در نظام آموزشی از منظر اثربخشی - بازشناسی مهارت‌های اساسی زندگی در عصر فناوری اطلاعات و ارتباطات - بررسی سازواری مدعای نظریه‌های رقیب برنامه درسی برای تربیت شهروند دمکراتیک با تکیه بر روایتی شوآبی - کثرت روش‌شناسی پژوهش افول پوزیتیویسم یا مرگ حقیقت؟ - فرهنگ خانواده مبنای مغفول در ساماندهی تعاملات خانه و مدرسه - نظرورزی دربارهٔ برنامه درسی دبیرستان گرایش عمومی تخصصی یا همگرایی در چهارچوب تخصص گرایی نرم - تبیین چرخش زیباشناسانه در تعلیم و تربیت: درس‌های خرد و کلان برای بهبود کیفیت آموزش با الهام از عالم هنر - بازشناسی مفهوم و تبیین جایگاه تخیل در برنامه‌های درسی و آموزش با تأکید بر دوره ابتدائی - ملاحظات اساسی در باب سیاست گذاری توسعه برنامه درسی میان رشته‌ای در آموزش عالی از منظر فرایند تکوین - «مروری بر اندیشه‌های استاد کاردان و دلالتهای آن برای آموزش و پرورش ایران» - کند و کاو در ترجیحات روش شناختی پژوهشگران حوزه تعلیم و تربیت در ایران - فن آوری اطلاعات و ارتباطات و نسبت آن با آموزش و پرورش - مدیریت هم‌زمان مدارج تمرکز زدایی در نظام برنامه‌ریزی درسی - نظریهٔ هوش چندگانه و دلالت‌های آن برای برنامه درسی و آموزشی - پژوهش مبتنی به عمل فکورانه در فرایند برنامه درسی، نظریه عمل گرای شواب - کاوشی در ماهیت تدریس و رابطه آن با یادگیری - اقدام پژوهی: رویکردی مؤثر در حرکت نظام‌های پژوهشی انسانی- اجتماعی به سوی تعادل - ترکیب بهینه برای تصمیم گیرندگان در فرایند تدوین برنامه درسی - برداشتی نو از سطوح و گستره تحقیقات آموزشی و تربیتی - نظریه پیاژه و کاربرد آن در برنامه‌ریزی درسی و آموزشی: تحلیلی بر دو کاربرد معارض - چرا باید برنامه‌های درسی را به سوی مسئله محوری سوق دهیم؟

## زمینه‌های تحقیقاتی
۱-  تربیت معلم
۲-  روش‌شناسی پژوهش در حوزه برنامه درسی
۳-  هنر و زیباشناسی در برنامه درسی
۴-  برنامه درسی پنهان، برنامه درسی پوچ
۵-  تلفیق در برنامه‌های درسی
۶-  مطالعات تطبیقی در حوزة برنامه درسی
۷-  راهبردهای یاددهی – یادگیری
۸-  برنامه‌ریزی درسی آموزش عالی
۹- رویکردهای طراحی برنامه‌درسی